# Деналі (національний парк і заповідник)
63°12′ пн. ш. 150°18′ зх. д. / 63.2° пн. ш. 150.3° зх. д.
Деналі (англ. Denali National Park and Preserve) — національний парк і заповідник у Сполучених Штатах Америки, площею близько 25 тисяч км²; розташований у самому центрі Аляски (Деналі).
У парку знаходиться найвища точка Америки — гора Мак-Кінлі (6193 м). Гора Мак-Кінлі є частиною системи Аляскинського хребта. Парк відвідують понад мільйон туристів на рік. У парку поєднуються субарктичний морський та континентальний клімат. Середня температура січня становить мінус 25 °C, липня — плюс 16 °C. Через парк проходить залізниця, що нетипово для заповідних територій.